# Aducanumab
Aducanumab, comercializat sub numele Aduhelm, este utilizat pentru tratarea bolii Alzheimer. Este un anticorp care țintește beta-amiloidul.
Aducanumab vizează formele agregate de β-amiloid găsite în creierul persoanelor cu boala Alzheimer, în speranța de a reduce acumularea acestuia.
Aducanumab a fost aprobat pentru uz medical în Statele Unite în iunie 2021 și reprezintă primul tratament din clasa sa aprobat pentru boala Alzheimer. Este primul tratament nou aprobat pentru Alzheimer din 2003 și este prima terapie care vizează fiziopatologia fundamentală a bolii.

## Utilizări medicale
Aducanumab este indicat pentru tratamentul bolii Alzheimer.

## Istoric
Aducanumab a fost dezvoltat de Biogen Inc.⁠(d), care a preluat sub licență substanța candidată de la Neurimmune, descoperitorul acesteia. Biogen a oprit dezvoltarea medicamentului în martie 2019, după ce datele preliminare din două studii de fază III au sugerat că nu va îndeplini obiectivul principal.
Cercetătorii au evaluat eficacitatea aducanumab în trei studii separate, cu un total de 3.482 de participanți. Studiile au constat din studii dublu-oarbe, randomizate, controlate cu placebo, cu doze variabile la participanții cu boala Alzheimer. Participanții care au primit tratamentul au avut o reducere semnificativă a plăcii de beta amiloid în funcție de doză și de timp, în timp ce participanții din grupul de control nu au suferit nicio reducere a plăcii de beta amiloid.

## Societate și cultură

### Economie
Se estimează că tratamentul va costa 56.000 de dolari americani pe an, iar directorul Biogen a declarat că vor menține acest preț timp de cel puțin patru ani.

### Controversă
În noiembrie 2020, un grup de experți externi pentru Food and Drug Administration (FDA) a concluzionat că un studiu esențial al aducanumab nu a reușit să aducă „dovezi puternice” că medicamentul a funcționat și a sugerat ca FDA să nu aprobe aducanumab, invocând eficacitatea discutabilă și mai multe probleme găsite în analiza datelor. Decizia finală a FDA de a aproba medicamentul a fost luată pe 7 iunie 2021. Medicamentul a fost considerat controversat deoarece studiile clinice au oferit rezultate contradictorii în ceea ce privește eficacitatea acestuia.

## Cercetare
Aducanumab este un anticorp monoclonal IgG1 uman care se leagă în principal de agregatele Aβ, oligomerii solubili și, de asemenea, fibrilele insolubile și a fost studiat pentru tratamentul bolii Alzheimer (AD). Cu toate acestea, nu pare să vizeze monomerii Aβ. Analogul Aducanumab poate trece bariera hematoencefalică și își poate atinge ținta eficient, eliminând astfel toxicitatea beta-amiloidului. Efectele pot fi monitorizate prin tomografie cu emisie de pozitroni (PET).
Rezultatele intermediare ale celui de-al doilea studiu de fază I asupra medicamentului au fost raportate în martie 2015.
Un studiu de fază Ib a fost publicat în august 2016, pe baza unui an de „perfuzii intravenoase lunare” de aducanumab, cu scanări cerebrale pentru a măsura plăcile amiloide. Studiile de fază 2 nu au fost solicitate de FDA și nu au fost efectuate de Biogen pentru aducanumab, decizie care a primit critici din partea unor experți. Studiile de fază 3 au urmat încheierii studiilor de fază 1. Studiile clinice de fază 3 erau în desfășurare în septembrie 2016, dar au fost anulate în martie 2019 după ce „o analiză independentă a arătat că este puțin probabil ca studiile să-și atingă obiectivul principal”.
Pe 22 octombrie 2019, Biogen a anunțat că va relua procesul de aprobare FDA pentru aducanumab, precizând că analiza unui set de date mai mare a arătat că medicamentul a redus declinul clinic la pacienții cu boală Alzheimer timpurie atunci când a fost administrat în doze mai mari. În primul studiu „EMERGE”, o analiză împărțită pe doze a indicat faptul că dozele mari au redus rata declinului cu 23% față de placebo. Un al doilea studiu identic „ENGAGE” nu a reușit să reproducă aceste concluzii, cu o reducere nesemnificativă de 2% a declinului comparativ cu placebo.